# Borosrósa

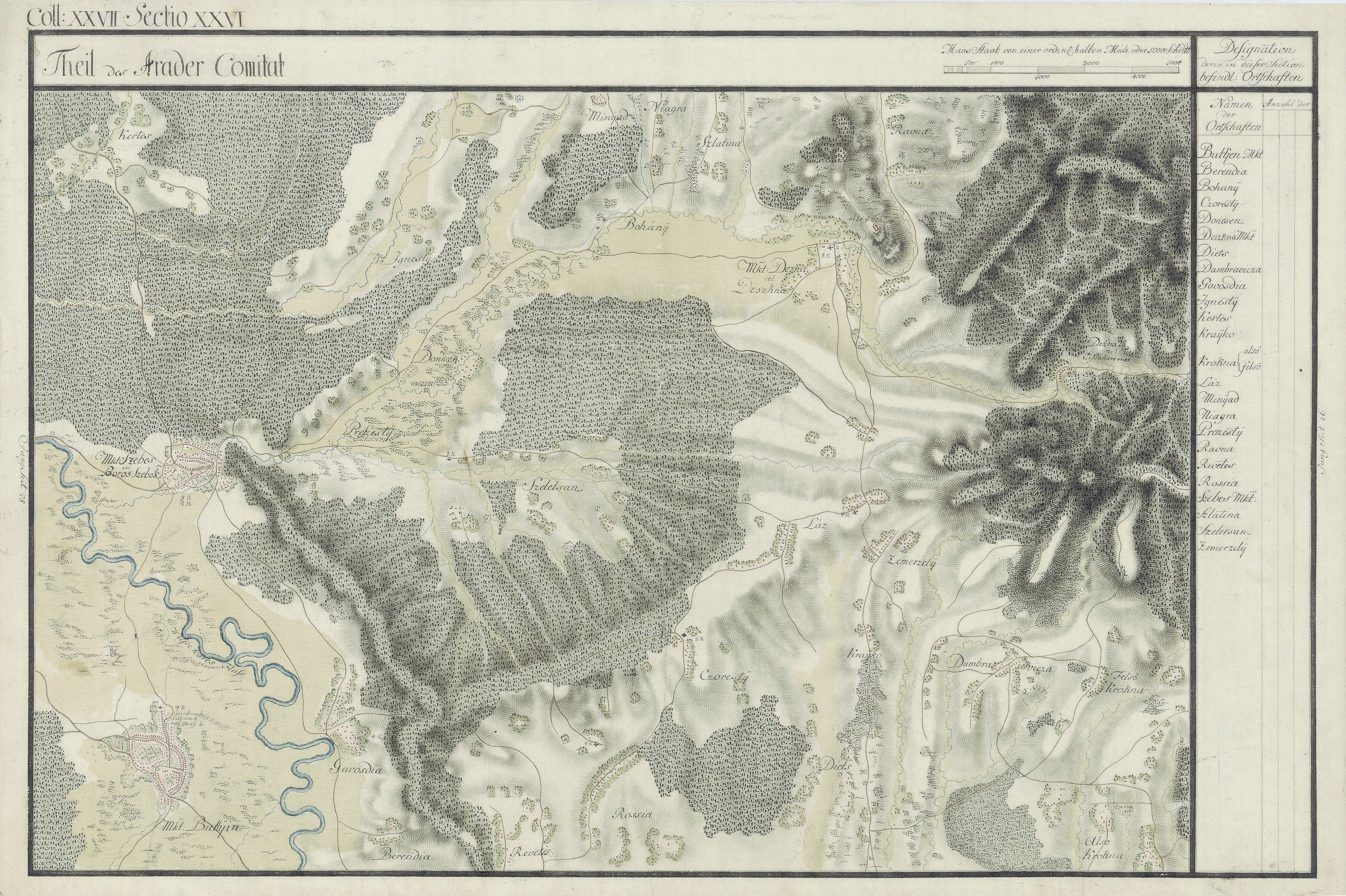
Borosrósa egy régi térképen

Borosrósa (románul: Roșia) település Romániában, a Partiumban, Arad megyében.

## Fekvése
Borosjenőtől és Borossebestől délkeletre, Décsétől északra, a Fehér-Körös jobb partjának közelében, Szelezsény és Rékes közt fekvő település.

## Története
Borosrósa, Rósa a középkorban Zaránd vármegyéhez tartozott. 1553-ban Kys-Rossa, Nagh-Rossa, 1561-ben Rossfalva, 1746-ban Rosia, 1808-ban Rossia, 1913-ban Borosrósa néven írták. A név a román roșu (piros) szóból származik.
Nagy- és Kis-Rózsa birtokosai 1553-ban a Losonczy család, 1613-ban a Kenderessyek, 1633-ban Kornis Zsigmond, 1732-ben pedig Raynald modenai herceg, az 1900-as évek elején pedig a gróf Königsegg család birtoka volt.
A trianoni békeszerződés előtt Arad vármegye Borossebesi járásához tartozott.
1910-ben 627 lakosából 623 román, 4 magyar volt. Ebből 623 görögkeleti ortodox volt.
Lakosai a 20. század elején földműveléssel foglalkoztak, vagy a közeli hámorokban dolgoztak.